# Liste der Naturdenkmale in Gleisweiler
Die Liste der Naturdenkmale in Gleisweiler nennt die im Gemeindegebiet von Gleisweiler ausgewiesenen Naturdenkmale (Stand 23. Mai 2024).

## Naturdenkmale
| Nr.         | Bezeichnung          | Lage                           | Beschreibung | Bild                          |
| ----------- | -------------------- | ------------------------------ | --- | ----------------------------- |
| ND-7337-200 | Mammutbaum und Zeder | Hauptstraße, bei Nr. 5 Lage    | Sequoiadendron giganteum und Cedrus sp.; zugehörige Abies pinsapo abgegangen, hier Nr. 36 | mehr Fotos \| Fotos hochladen |
| ND-7337-201 | Lindenallee          | Lindenallee Lage               | Tilia sp. und Prunus avium, insgesamt zehn Bäume, hier Nr. 37 | mehr Fotos \| Fotos hochladen |
| ND-7337-202 | Edelkastanie         | Bergstraße, hinter Nr. 19 Lage | Castanea sativa | mehr Fotos \| Fotos hochladen |
| ND-7337-203 | Kurpark              | Badstraße Lage                 | exotischer Garten mit sieben Bäumen: Sequoiadendron giganteum, zwei von ursprünglich vier Bäumen, Araucaria araucana, Taxodium distichum, Sequoia sempervirens, Acer negundo und Taxus baccata; flächenhaftes Naturdenkmal, hier Nr. 39 | mehr Fotos \| Fotos hochladen |

## Ehemalige Naturdenkmale
| Nr. | Bezeichnung        | Lage                         | Beschreibung                                                                 | Bild                                    |
| --- | ------------------ | ---------------------------- | ---------------------------------------------------------------------------- | --------------------------------------- |
|     | Kastanienallee     | Hauptstraße Lage             | Castanea sativa, 16 Bäume;, hier Nr. 27 Rechtsverordnung aufgehoben          | Direkt Bild zu diesem Denkmal hochladen |
|     | Zwei Rosskastanien | Hauptstraße, bei Nr. 22 Lage | Aesculus hippocastanum, zwei Bäume;, hier Nr. 28 Rechtsverordnung aufgehoben | Direkt Bild zu diesem Denkmal hochladen |